# 언프리티 랩스타
《언프리티 랩스타》(Unpretty Rapstar)는 대한민국 엠넷에서 방영되고 있는 여성 래퍼 리얼리티 프로그램이다.

## 시즌 목록
- 언프리티 랩스타 1 (2015)
- 언프리티 랩스타 2 (2015)
- 언프리티 랩스타 3 (2016)